# 1-231 B 301 à 310
Les 1-231 B 301 à 310 sont des locomotives à vapeur de type Pacific, de la Société nationale des chemins de fer français, région 1.

## Genèse
Elle proviennent de la série 231 État 231-501 à 783 de l'Administration des chemins de fer de l'État devenue : 3-231 C 501 à 783 à la SNCF.

## Utilisation et service
Cette mutation eut lieu en 1938, peu après la création de la SNCF et concerna 10 locomotives. Ces locomotives n'avaient guère subi de transformations.
À leur arrivée sur la région Est ces machines seront numérotées provisoirement : 1-231 B 301 à 310. Après avoir subi les transformations elles furent réimmatriculées : 1-231 B 41 à 50.
Elles assureront le même service lourd que leur sœurs même si la 1-231 B 43, ex-1-231 B 303, sera radiée dès 1954 au dépôt de Mohon.

## Description
Toute la série bénéficia des transformations appliquées aux 1-231 B 1 à 40 sauf la 1-231 B 303 qui resta dans son état d'origine. La série arriva en outre déjà équipée d'un réchauffeur de type « ACFI ». Par contre, par rapport à leur sœurs, elles ne bénéficièrent pas de la pose de la plate-forme de type « Mestre » ni de l'attelage de type « TI (tender interchangeable) ».

## Tenders
Ces locomotives furent mutées avec des tenders de type « État » contenant 22 m3 d'eau et 8 t de charbon. Ils ne subirent aucune modification et devinrent les 1-22 C 1 à 10. 

## Caractéristiques
- Pression de la chaudière : 16 kg/cm2 puis 17 kg/cm2
- Surface de grille : 4,27 m2
- Surface de chauffe : de 196,8 m2 à 213,5 m2
- Surface de surchauffe : de 54 m2 à 80 m2 selon le type
- Diamètre et course des cylindres HP : 420 mm × 650 mm
- Diamètre et course des cylindres BP : 640 mm × 650 mm
- Diamètre des roues du bogie : 970 mm
- Diamètre des roues motrices : 1 950 mm
- Diamètre des roues du bissel : 1 240 mm
- Masse à vide : de 88 t à 93 t
- Masse en ordre de marche : de 97 t à 101 t
- Masse adhérente : de 55 t à 58 t
- Longueur hors tout : 13,665 m
- Masse du tender en ordre de marche : sera mis plus tard
- Masse totale : sera mis plus tard
- Longueur totale : ?
- Vitesse maxi en service : 120 km/h